# Comuna Hrîneava, Verhovîna
Hrîneava (în ucraineană Гринява) este o comună în raionul Verhovîna, regiunea Ivano-Frankivsk, Ucraina, formată din satele Bila Ricika și Hrîneava (reședința).

## Demografie
Componența lingvistică a comunei Hrîneava
     Ucraineană (99,43%)
     Alte limbi (0,47%)
Conform recensământului din 2001, majoritatea populației comunei Hrîneava era vorbitoare de ucraineană (99,43%), existând în minoritate și vorbitori de alte limbi.